# 米血糕

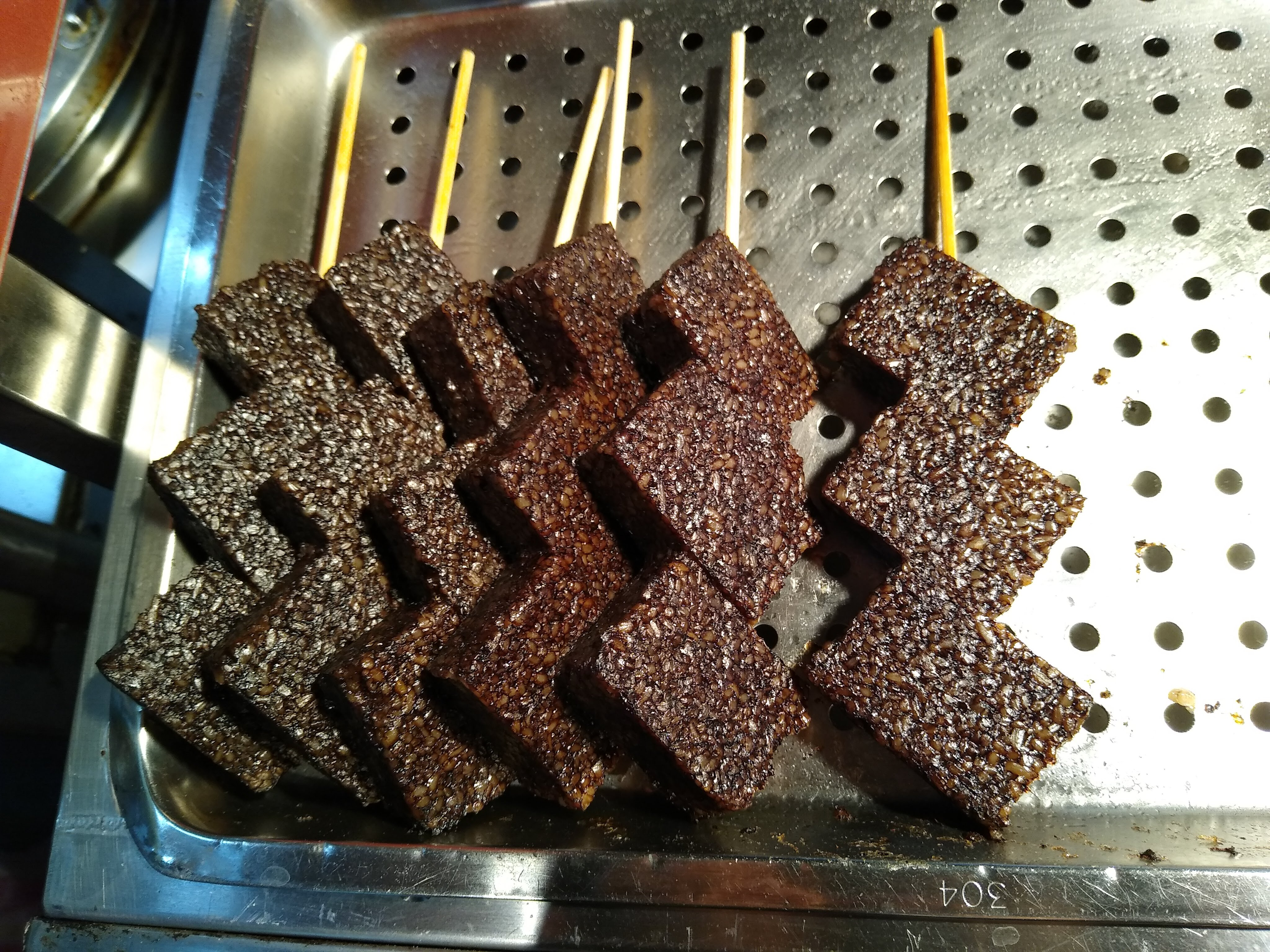
米血糕

米血糕（ミーシュエガオ、略して米血）は中国南部、および台湾の伝統的な食品で、もち米および動物の血液（アヒル、豚、鶏、ガチョウ）から作られる伝統的な餅、あるいはペイストリーの一種である。原料の違いにより、雞、鴨血糕、豬血糕と呼ばれると呼ばれる。もち米の種類によって、味に多少の違いがある。
昔、アヒルを飼育する農家が、アヒルを屠畜、解体したのちにアヒル肉を無駄にしないため、米とアヒルの血を混ぜたものにタレを加えて蒸した料理を作った。その後、この料理は人々に広まり、次第に「鴨血糕」としても知られる庶民のスナックになった。しかし、アヒルは高価で肥育にも時間がかかるため、アヒルの血は入手しにくい素材だった。一方で、鶏の血液は簡単には凝固しないので、アヒルの血液の代わりには使えなかった。そのため豚の血液を米と共に蒸した「豬血糕」が考案された。そのため、鴨血糕と豬血糕の元の名前はどちらも米血糕であり、この名前からは何の血液が使われているかは判明しがたい。

## 鴨血糕
鴨血糕（ヤーシュエガオ）は食品素材の一種で、新鮮なアヒルの血にもち米や塩などを加え、蒸して固めたものが一般的である。鍋や卤味（豚の足、尾、内臓などをタレで煮込んだ料理）の具材としてよく使われる。

## 豬血糕

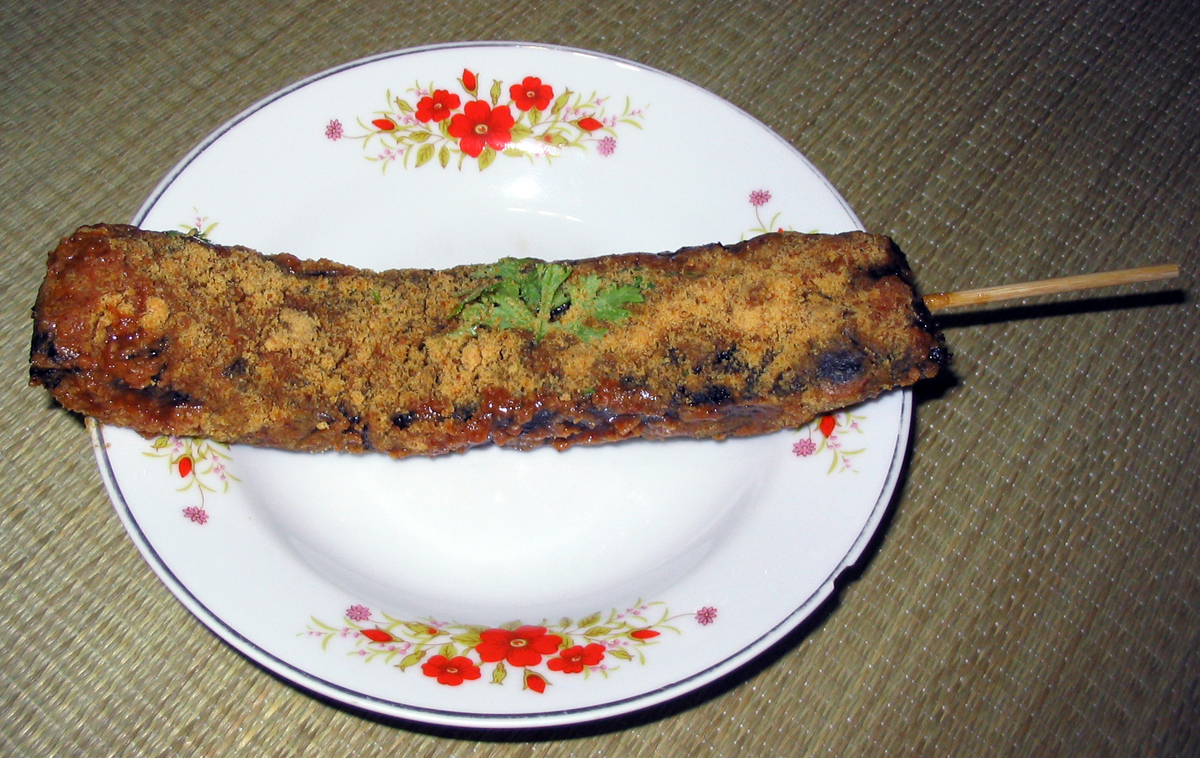
台湾の豬血糕

豬血糕（ジューシュエガオ）は、米血または米血糕とも呼ばれ、食材としての豬血糕と、豚血ともち米を使ったおやつという2つの意味がある。名前は種類によって「豬血糕」、「花生米血」、「花生豬血糕」と異なる。
豬血糕は、台湾の屋台で人気の食材である。店によっては「花生豬血糕」の名で売られる場合もある。蒸した状態のものを醤油に漬けて、客のニーズに合わせてトッピングする。たとえば台南や高雄市など南部では甘いチリソース、醤油、生姜を添えるが、台北など北部ではピーナッツパウダーを厚く纏わせ、少量のパクチーを添える。竹串を刺して直接手で食べられるようにしたものは台湾の夜市に欠かせないおやつである。
もう一つの選択肢は、鹽酥雞の屋台である。豬血糕を直接油鍋に入れて揚げ、食べる前に細かく切ってから、九層塔をまぶして、顧客の要求に応じてさらに鍋で揚げ、その後、塩と胡椒または唐辛子粉などを加える。屋台では鴨血糕を材料として使っていても豬血糕と呼ぶこともある。
また、塩味の卤味鍋には、米血糕の他にいんげん、王子麺などのさまざまな材料が追加される。
米血糕は、道端の屋台でよく見られる。蒸した後は、ソース、ピーナッツパウダー、コリアンダーと一緒に販売され、主食やおやつとして食される。秋から冬にかけて、米血糕は人気のある鍋の1つであり、長時間の調理に加え、鍋の底がベタベタしやすく、どこでも焦げ臭い匂いがする。
2009年、台湾の豬血糕は、英国の旅行ウェブサイト「VirtualTourist.com」のメンバーと編集者によって、世界で最も奇妙な食べ物のトップ10にランク付けされた。外国人観光客は、虫よりも怖いと考えている 。

## 製法
豬血糕は、通常、新鮮な豚の血にもち米や食卓塩などを加え、蒸し固めて塊にする。これは、通常の米糕よりも硬い。鴨血糕は通常、より硬く、料理に適している。

## 食材として
糯米肠（腸詰の一種。豚の腸に糯米を詰めて蒸したもの）と同様に米飯の代わりに使うことができる。細かく切って鍋の具材にしたり、短冊状に切って卤味やおでんの具材にすることもできる。
炊飯、蒸し煮、揚げ物、炒め物、三杯など、米血糕の調理法はたくさんある。台湾の屋台では、米血糕を切った「花生米血糕」が一般的である。大きく薄い形にし、蒸して竹串に刺し、ソースに浸し、ピーナッツパウダーをふりかけ、コリアンダーの葉で包んで食べる :120-122 。
上記の食べ方に加えて、鍋料理店では米血糕も一般的な材料であり、有名なレストランの中には米血糕を使った創作料理を出す店もある。もう一つの一般的な食べ方は、麻油鶏や姜母鸭のスープに入れることである。このとき、米血糕はスープの油と香りを吸収して独特の風味になる 。